# Бутырки (Псковская область)
Бутырки — деревня в Карамышевской волости Псковского района Псковской области России.
Расположена в 9 км к востоку от села Карамышево и в 42 км к востоку от центра города Пскова.
Численность населения деревни по состоянию на 2000 год составляла 13 человек.